# Jenny Slate
Jenny Slate (anglès: Jenny Sarah Slate)  (Milton, 25 de març de 1982) és una actriu, humorista i escriptora estatunidenca. Després dels seus primers monòlegs còmics per a la televisió, Slate va obtenir el reconeixement del públic pels seus espectacles en viu a ciutat de Nova York i per la coescriptura i producció del curtmetratge infantil i la sèrie de llibres Marcel the Shell with Shoes On (2010). Més endavant, es va fer més coneguda com a membre del repartiment a la 35a temporada del programa de gags Saturday Night Live entre 2009 i 2010, seguida d'interpretacions a Bob's Burgers (2012), Parks and Recreation (2013-2015), House of Lies (2013–2015) i Kroll Show (2013–2015).
El paper, però, més destacat de Slate va ser la seva actuació a la pel·lícula Obvious Child (2014), per la qual va guanyar el Critics' Choice Movie Award a la millor actriu en una comèdia i va ser nominada a un Premi Independent Spirit i un Premi Gotham de Cinema Independent. Va posar veu a les pel·lícules d'animació The Lorax (2012), Zootròpolis (2016), Batman: La Lego pel·lícula i Gru 3, el meu dolent preferit (ambdues del 2017). També va aparèixer a la pel·lícula de ciència-ficció Tot a la vegada a tot arreu, guanyant el premi Screen Actors Guild a la millor interpretació.

## Obra publicada
- Slate, Jenny. Marcel the Shell with Shoes On: Things About Me.  Razorbill, 2011. ISBN 978-1-59514-455-3.
- Slate, Jenny. Marcel the Shell: The Most Surprised I've Ever Been.  Razorbill, 2014. ISBN 978-1-59514-456-0.
- Slate, Jenny. About the House.  Concord Free Press, 2016. ISBN 9780990805922.
- Slate, Jenny. Little Weirds.  Little, Brown and Company, 2019. ISBN 978-0-316-48534-0.